# Università Europea di Lisbona
La Università Europea di Lisbona (Universidade Europeia de Lisboa, UAL) è un'università portoghese privata. Si trova a Lisbona, nei distretti di São Paulo (Santos) e Carnide.